# منتخب ساموا لدوري الرغبي للسيدات
منتخب ساموا لدوري الرغبي للسيدات هو ممثل ساموا الرسمي في المنافسات الدولية في دوري الرغبي للسيدات .

## وصلات خارجية
- الموقع الرسمي